# Leszámolás a Puskák-hegyén
A Leszámolás a Puskák-hegyén (eredeti cím: Last Train from Gun Hill) 1959-es westernfilm VistaVisionben és Technicolorban, melyet John Sturges rendezett. A főszerepben Kirk Douglas, Anthony Quinn és Earl Holliman látható. Douglas és Holliman korábban már szerepelt együtt az Újra szól a hatlövetű (1957) című filmben, amelyben nagyrészt ugyanaz a stáb dolgozott.
Egy rendőrbíró megpróbálja bíróság elé állítani régi barátja, egy autokrata szarvasmarha-báró fiát, aki szerepet játszott a rendőrbíró indián feleségének megerőszakolásában és meggyilkolásában.

## Cselekmény
Két régi barát, Matt Morgan (Kirk Douglas) és Craig Belden (Anthony Quinn) a törvény ellentétes oldalán találja magát. Belden gazdag marhabáró, Gun Hill városának tényleges ura. Morgan egy U.S. Marshal, aki egy másik városban él őslakos indián feleségével és kisfiával, Petey-vel.
Két fiatal részeg cowboy megerőszakolja és meggyilkolja Morgan feleségét, miközben az a fiukkal együtt hazatér az apjánál tett látogatásról. A fiú az egyik gyilkos lován menekül el, amelyen egy jellegzetes, díszes nyereg van.
Morgan elindul, hogy megtalálja a gyilkost. Az egyetlen nyom a nyereg, amelyről felismeri, hogy Beldené volt. Feltételezve, hogy régi barátjától lopta, Morgan Gun Hill városába utazik, hogy felvegye a nyomát, és ott hamar rájön, hogy Belden fia, Rick a felesége gyilkosa.
Belden nem hajlandó átadni a fiát, így Morgan kénytelen az egész város ellen fordulni. Morgan megfogadja, hogy elfogja Ricket, és aznap este az utolsó vonattal elviszi Gun Hillből.
Morgan foglyul ejti Ricket, és a szállodában tartja fogva. Belden embereket küld a fia megmentésére, de Morgannek sikerül feltartóztatnia őket. Közben Belden egykori szeretője úgy dönt, hogy segít Morgannek. Egy puskát csempész a férfi hotelszobájába. A második erőszaktevő, Lee felgyújtja a szállodát, hogy elűzze Morgant.
Morgan a vasútállomás felé menet Rick állához nyomja a puskát, és azzal fenyegetőzik, hogy meghúzza a ravaszt, ha valaki megpróbálja megállítani. Lee megpróbálja megölni Morgant, de helyette Ricket lövi le. Morgan ezután megöli Lee-t a puskával. Amikor a vonat indulni készül, a feldúlt Belden szembeszáll Morgannel egy végső leszámolásban, és Morgan lelövi.

## Szereplők
- Kirk Douglas – Matt Morgan marsall
- Anthony Quinn – Craig Belden
- Carolyn Jones – Linda
- Earl Holliman – Rick Belden
- Brad Dexter – Beero
- Brian G. Hutton – Lee Smithers (mint Brian Hutton)
- Ziva Rodann – Catherine Morgan
- Bing Russell – Skag
- Val Avery – Steve, lópatkó csapos
- Walter Sande – Bartlett seriff

## Forgatás
A filmet az arizonai Tucsonon kívüli Old Tucson Studiosban és környékén, az arizonai Sonoitában, valamint a kaliforniai Los Angelesben található Paramount Studiosban és annak háttérterületein forgatták.

## Fordítás
- Ez a szócikk részben vagy egészben  a   Last Train from Gun Hill című angol Wikipédia-szócikk fordításán alapul.  Az eredeti cikk szerkesztőit annak laptörténete sorolja fel. Ez a jelzés csupán a megfogalmazás eredetét és a szerzői jogokat jelzi, nem szolgál a cikkben szereplő információk forrásmegjelöléseként.